# Costești (Argeș)
Pour les articles homonymes, voir Costești.
Costești est une ville roumaine située dans le județ d'Argeș.
Sa population était de 10 375 habitants en 2011.